# Аксубаевский район
Аксуба́евский райо́н (тат. Аксубай районы чув. Аксу районĕ) — административно-территориальная единица и муниципальное образование (муниципальный район) в составе Республики Татарстан Российской Федерации. Находится на юге республики, в Закамском экономическом районе. Административный центр — посёлок городского типа Аксубаево. Единственный район в республике, где чувашское население преобладает над татарским и русским.
Аксубаевский муниципальный район относится к группе районов, где преобладает сельскохозяйственный сектор экономики. Производственный сектор представлен предприятиями пищевой промышленности и строительных материалов, а также рядом малых предприятий в обрабатывающем производстве. В районе открыто шесть нефтяных месторождений, но в большинстве случае это трудноизвлекаемая, высокосернистая нефть.

## География
Аксубаевский муниципальный район находится на автомобильной магистрали регионального значения в 180 км от Казани, 58 км от железнодорожной станции Нурлат и 85 км от пристани города Чистополя. Имеет достаточную ресурсную обеспеченность (нерудные полезные ископаемые, лесные, земельные ресурсы).
На 2015 год площадь района составляла 1439,2 км². Имеет общие границы с Чистопольским, Новошешминским, Черемшанским, Нурлатским и Алексеевским районами республики. Центр — поселок городского типа Аксубаево (в дореволюционных источниках по названию местной церкви упоминается как Троицкое).
Климат района умеренно континентальный. Он характеризуется теплым влажным летом (средняя температура воздуха в июле — 18,6 °С) и умеренно холодной зимой с устойчивым снежным покровом.
Район расположен на востоке Заволжской низменности, на слабо расчлененной долинами малых рек. Преобладающие высоты рельефа 160—180 метров; наименьшая высота — 74 м (урез воды на реке Большая Сульча), наибольшая — 223 м (на водоразделе рек Большой Черемшан и Шешма). Значительная часть территории находится на междуречье Малой Сульчи и Малого Черемшана в верхнем течении Большой Сульчи и её правого притока Малой Сульчи, протекающих с востока на запад.

## Герб и флаг
В поле, вилообразно разбитом лазурью (синим, голубым), зеленью и червленью (красным) — золотое сияющее солнце (без изображения лица), окружённое тремя летящими к нему, видимыми со спины и соприкасающиеся концами крыльев серебряными голубями (один и два).
Герб утверждён 20 декабря 2005 года и внесён в Государственный геральдический регистр России. Он отражает культурные, исторические и экономические особенности района. Три серебряных голубя, соприкасающихся крыльями и окружающих солнце, символизирует мирное и гармоничное сосуществование трёх народов на территории района: чувашей, татар и русских. Серебро — символ чистоты, совершенства, мира и взаимопонимания. Золотое солнце показывает Аксубаевский район как самобытную землю, богатую традициями, жители которой сохраняют память о своих предках и заботятся о потомках. Солнце — традиционный символ плодородия, истины, бескорыстия, славы. Трёхцветное поле символизирует направления экономики района: нефть, хлеборобство, животноводство. Одновременно они показывают земледельческий годовой цикл. Золото — символ урожая, богатства, стабильности, уважения и интеллекта. Красный цвет означает мужество, силу, труд, красоту. Лазурь — символ чести, благородства, духовности. Зелёный — символ природы, здоровья, жизненного роста, возрождения. Флаг разработан на основе герба, представляет прямоугольное полотнище с отношением ширины к длине 2:3.

## История

### Становление
Известно, что первые люди на территории района жили в открытых поселениях, расположенных на невысоких береговых террасах реки, занимались скотоводством и земледелием, они оставили после себя многочисленные курганы на полях. Один из курганов находится при подъезде в Асубаево со стороны Чистополя, на границе совхозов «Аксубаевский» и «Старокиреметский». Другие стоянки древних людей, обнаруженные в пределах Аскубаевского района, находятся у поселков Заря и Акташ — их возраст примерно 30 тысяч лет. К памятникам срубной архитектуры конца II тысячелетия до н. э. относятся Новоузеевский могильник, старотимошкинский курган, Нижнебаландинское селище и Беловское селище.
Татарское сунчелеевское городище («Кыз тау» или Девичья гора) относят к VII веку — переселению народов вглубь Европы из Азии из-за вторжения гуннов. Археологические памятники этой культуры в районе обнаружены в трех местах: Татарское сунчелеевское городище. В районе находят железные земледельческие орудия труда середины I тысячелетия нашей эры, относящиеся к именьковским племенам. А конце VIII века в районе обосновались пришли булгарские племена.
Территория Аксубаевского района входила в состав Волжской Булгарии, позднее — Золотой Орды. Аксубаевский район располагался в самом в центре Волжской Булгарии. Столица данного государства — Билярск — находилась примерно в 25-30 км от района. Эпоха Волжской Булгарии — наиболее заселённый период в истории района. Учёные и местные краеведы на территории нашего района обнаружили: 11 городищ, 67 селищ, 1 могильник, 5 местонахождений надгробных камней эпиграфиями и 1 клад вещей. Нашествие войск хана Батыя в 1236 году стало важной вехой, которая изменила структуру расселения края. С этого времени сокращается количество поселений. В золотоордынский период в районе продолжали своё существование лишь небольшие части городищ и селищ. Восстанавливались или продолжали существовать такие города, которые имели прочную экономическую основу и военную силу. По мнению учёных, к двум булгарским периодам относятся Барено-рускинское, Новомокшинское Савгачевское городища.
Конец XIV века — начало XV века явились следующим переломным моментом, когда в процессе распада Золотой Орды произошло очередное сокращение количества населённых пунктов. После нашествия войск Тимура в 1361 году и участившихся ушкуйников (1370, 1396, 1431 годы) основная часть населения мигрировала в более благополучные регионы — Предкамье и Предволжье. В результате массового переселения эти территории, ранее считавшиеся периферией Волжской Булгарии, стали центральной частью нового государственного образования — Казанского ханства.
Археологические раскопки могил начиная с X века свидетельствуют о преимущественно мусульманском способе погребения: хоронили не в гробах, головой на запад, лицом в сторону Мекки к югу. После присоединения Казанского ханства к Русскому государству после походов Ивана Грозного началась повсеместная христианизация нерусских народов Закамья. По данным историков, только с 1740 по 1764 годы христианами стали 300 тысяч чувашей-язычников.
В Аксубаевском районе сохранилась легенда о трех братьях: Акспае, Ильдереке и Ендрусе, основавших селения Аксубаево, Ильдеряково и Енорускино. Село Аксубаево было основано во второй половине XVII века. В сохранившихся документах за 1771—1773 годы значится, что деревня Аксубаево входила в Староибрайкинскую волость Чистопольского уезда Казанской губернии. В конце XVIII века волостной центр перенесли из Старого Ибрайкино в Аксубаево — таким образом была образована Аксубаевская волость.

### Советский период
До 1920 года территория района относилась к Чистопольскому уезду Казанской губернии, в 1920—1930 годах — к Чистопольскому кантону ТАССР. Кантоны окончательно упразднили в 1930-м, Аксубаевский район был образован 10 августа 1930 года. Границы и административное деление района неоднократно менялись. Так, 1 февраля 1963 года район был ликвидирован, его территория отошла в Октябрьский район. Но уже 12 января 1965 года его восстановили.
В 1950-х в республике проходила активная политика обрусения национальных народов и навязывания русских языков через школы, из-за чего в 1956 году в селе Аксубаево по директивному указанию сверху закрыли все чувашские педучилища. Преподавание чувашского языка и литературы восстановили только через двадцать лет.
Согласно данным отрывных талонов адресных листков прибытия и выбытия по сельским населенным пунктам за 1980 предыдущие годы видно, что значительная часть населения старалась переезжать в города. При этом, в Аксубаевском районе процент сокращения населения был значительно выше, чем в целом по республике. В целом, это объяснялось плохими социальными условиями. Например, в районе обеспеченность врачами-педиатрами в 1985 году составляла 0,6-1 человек на 10 тысяч населения (в РСФСР этот коэффициент составлял 4,6 человек). По медицинским данным, в то время почти половина населения (42 %) оставались без систематического наблюдения врачей, что сказалось на высокой смертности детей до года, умерших дома.
В 1945 году в регионе нашли нефть, оценка производительности каждой скважины была порядка 10-20 тонн в сутки.

## Население

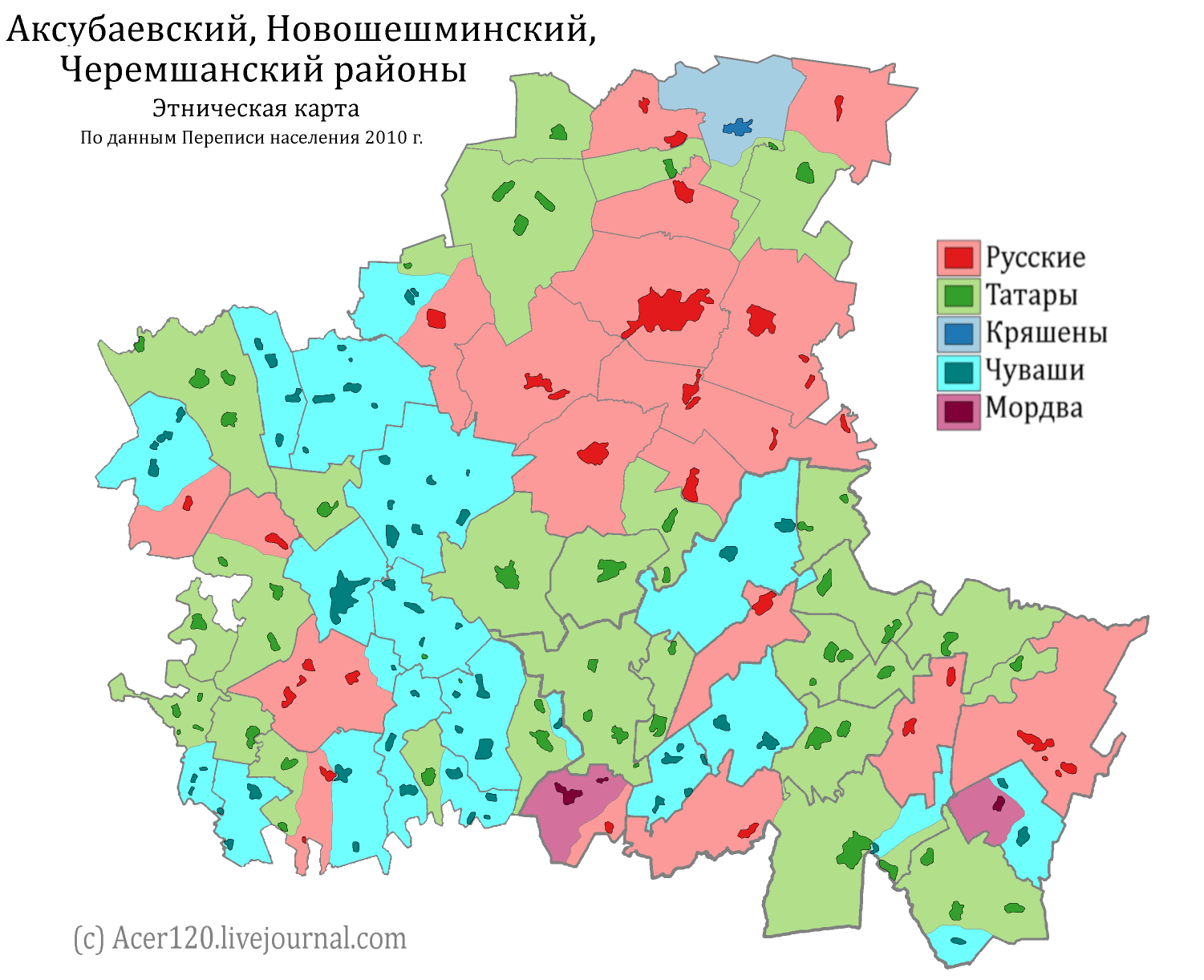
Этническая карта Аксубаевского, Новошемшинского и Черемшанского районов

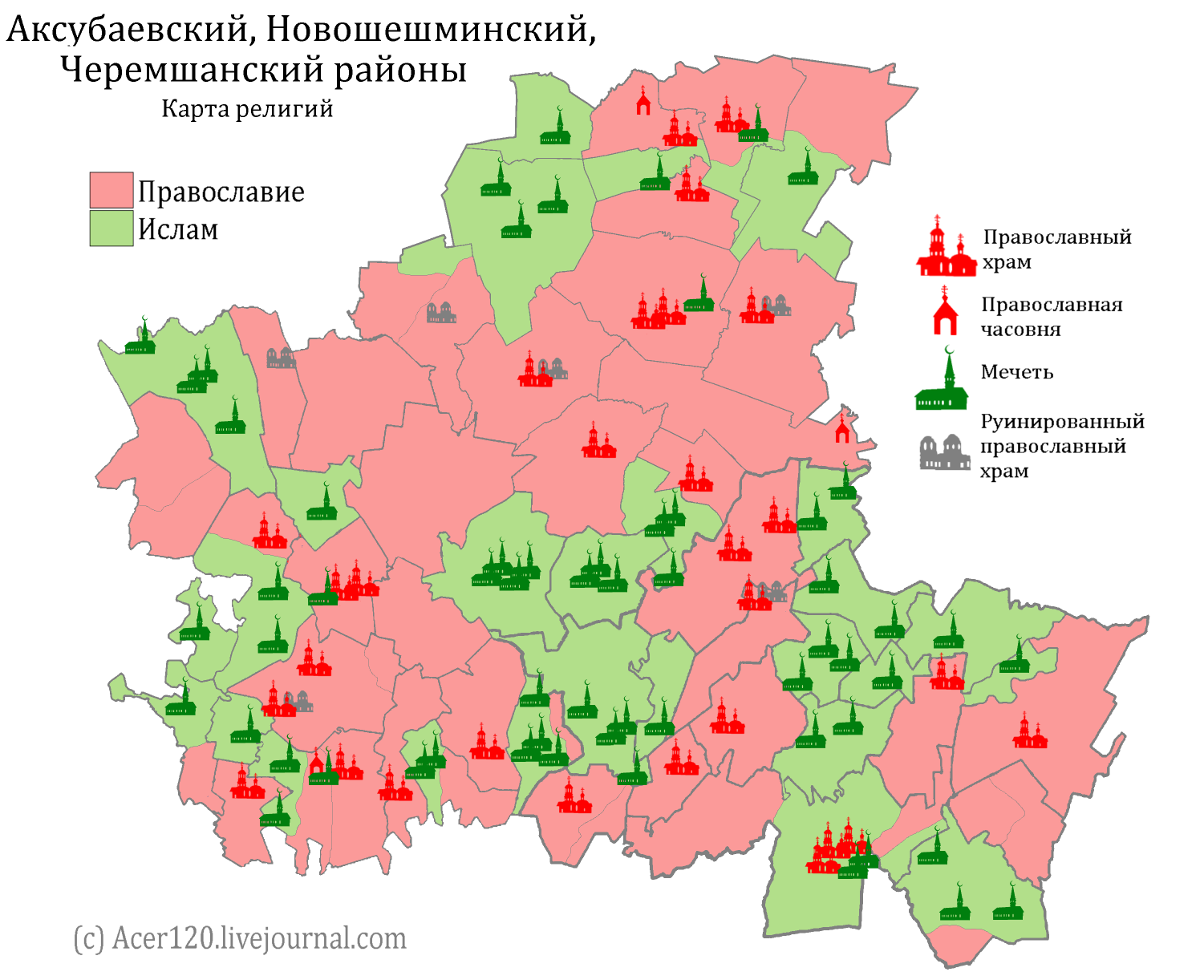
Религиозная карта Аксубаевского, Новошемшинского и Черемшанского районов

Район характеризуется максимальной долей чувашского населения в Татарстане и является единственным районом республики, где крупнейшей по численности национальностью являются не татары и не русские. Согласно итогам Всероссийской переписи населения 2020 года (из числа, указавших национальность), чуваши составляют 42,5 % населения района, татары — 38,1 %, русские — 18,7 %.
| 2002    | 2003    | 2004    | 2005    | 2006    | 2007    | 2008    | 2009    | 2010    |
| ------- | ------- | ------- | ------- | ------- | ------- | ------- | ------- | ------- |
| 33 154  | ↘33 100 | ↘33 000 | ↘32 740 | ↘32 611 | ↘32 405 | ↘32 167 | →32 167 | ↘32 161 |
| 2011    | 2012    | 2013    | 2014    | 2015    | 2016    | 2017    | 2018    | 2019    |
| ↘32 085 | ↘31 496 | ↘31 050 | ↘30 628 | ↘30 147 | ↘29 782 | ↘29 371 | ↘28 897 | ↘28 421 |
| 2020    | 2021    |         |         |         |         |         |         |         |
| ↘27 995 | ↘27 102 |         |         |         |         |         |         |         |

## Муниципально-территориальное устройство
В Аксубаевском муниципальном районе 1 городское и 20 сельских поселений и 79 населённых пунктов в их составе. В городских условиях (пгт Аксубаево) проживают 33,43 % населения района. С мая 2008 года главой района является заслуженный работник сельского хозяйства Республики Татарстан, уроженец посёлка Индустриальный Камиль Камалович Гилманов. Он работал агрономом-мелиоратором, с 2005 по 2008 год руководил филиалом «Вамин» — агрофирмой «Вамин Аксу».
| №        | Муниципальное образование                 | Админ. центр               | Количество населённых пунктов | Население | Площадь, км² |
| -------- | ----------------------------------------- | -------------------------- | ----------------------------- | --------- | ------------ |
| 1e-06    | Городское поселение                       |                            |                               |           |              |
| 1        | посёлок городского типа Аксубаево         | пгт Аксубаево              | 1                             | ↘9060     |              |
| 1.000002 | Сельские поселения                        |                            |                               |           |              |
| 2        | Беловское сельское поселение              | село Новое Узеево          | 5                             | ↘841      |              |
| 3        | Емелькинское сельское поселение           | село Емелькино             | 5                             | ↘937      |              |
| 4        | Карасинское сельское поселение            | деревня Караса             | 1                             | ↘415      |              |
| 5        | Кривоозерское сельское поселение          | село Кривоозерки           | 5                             | ↘705      |              |
| 6        | Мюдовское сельское поселение              | посёлок Мюд                | 7                             | ↘1312     |              |
| 7        | Новоаксубаевское сельское поселение       | село Новое Аксубаево       | 5                             | ↘1070     |              |
| 8        | Новоибрайкинское сельское поселение       | село Новое Ибрайкино       | 1                             | ↘1171     |              |
| 9        | Новокиреметское сельское поселение        | село Новая Киреметь        | 4                             | ↘997      |              |
| 10       | Саврушское сельское поселение             | село Старые Савруши        | 4                             | ↘867      |              |
| 11       | Староибрайкинское сельское поселение      | село Старое Ибрайкино      | 1                             | ↘1643     |              |
| 12       | Староильдеряковское сельское поселение    | село Старое Ильдеряково    | 7                             | ↘1202     |              |
| 13       | Старокиреметское сельское поселение       | село Старая Киреметь       | 1                             | ↘406      |              |
| 14       | Старокиязлинское сельское поселение       | село Старые Киязлы         | 3                             | ↘1071     |              |
| 15       | Старотатарско-Адамское сельское поселение | село Старый Татарский Адам | 4                             | ↗758      |              |
| 16       | Старотимошкинское сельское поселение      | село Старое Тимошкино      | 5                             | ↘1319     |              |
| 17       | Староузеевское сельское поселение         | село Старое Узеево         | 3                             | ↗769      |              |
| 18       | Сунчелеевское сельское поселение          | село Сунчелеево            | 2                             | ↘550      |              |
| 19       | Трудолюбовское сельское поселение         | село Трудолюбово           | 8                             | ↘543      |              |
| 20       | Урмандеевское сельское поселение          | село Савгачево             | 6                             | ↘1338     |              |
| 21       | Щербенское сельское поселение             | село Щербень               | 1                             | ↘345      |              |

| №  | Населённый пункт                      | Тип     | Население | Муниципальное образование                 |
| -- | ------------------------------------- | ------- | --------- | ----------------------------------------- |
| 1  | Азат                                  | деревня |           | Новоаксубаевское сельское поселение       |
| 2  | Аксубаево                             | пгт     | ↘9060     | посёлок городского типа Аксубаево         |
| 3  | Аксубаевского лесозавода              | посёлок |           | Кривоозерское сельское поселение          |
| 4  | Алга                                  | деревня |           | Трудолюбовское сельское поселение         |
| 5  | Алексеевка                            | деревня |           | Беловское сельское поселение              |
| 6  | Ахматка                               | деревня |           | Мюдовское сельское поселение              |
| 7  | Батыр                                 | деревня |           | Старотимошкинское сельское поселение      |
| 8  | Беловка                               | деревня |           | Беловское сельское поселение              |
| 9  | Васильевка                            | посёлок |           | Саврушское сельское поселение             |
| 10 | Верхняя Баланда                       | село    |           | Кривоозерское сельское поселение          |
| 11 | Владимировка                          | деревня |           | Трудолюбовское сельское поселение         |
| 12 | Деревня имени Третьего Интернационала | деревня |           | Трудолюбовское сельское поселение         |
| 13 | Емелькино                             | село    |           | Емелькинское сельское поселение           |
| 14 | Ерепкино                              | деревня |           | Старотимошкинское сельское поселение      |
| 15 | Заря                                  | посёлок |           | Урмандеевское сельское поселение          |
| 16 | Иляшкино                              | деревня |           | Староильдеряковское сельское поселение    |
| 17 | Индустриальный                        | посёлок |           | Новокиреметское сельское поселение        |
| 18 | Калиновка                             | деревня |           | Староильдеряковское сельское поселение    |
| 19 | Караса                                | деревня | ↘414      | Карасинское сельское поселение            |
| 20 | Кзыл Тау                              | деревня |           | Старокиязлинское сельское поселение       |
| 21 | Кисы                                  | деревня |           | Новоаксубаевское сельское поселение       |
| 22 | Котловка                              | посёлок |           | Трудолюбовское сельское поселение         |
| 23 | Красный Берег                         | посёлок |           | Мюдовское сельское поселение              |
| 24 | Кривоозерки                           | село    |           | Кривоозерское сельское поселение          |
| 25 | Культура                              | село    |           | Трудолюбовское сельское поселение         |
| 26 | Малое Аксубаево                       | деревня |           | Новоаксубаевское сельское поселение       |
| 27 | Малое Сунчелеево                      | деревня |           | Сунчелеевское сельское поселение          |
| 28 | Малый Акташ                           | посёлок |           | Урмандеевское сельское поселение          |
| 29 | Медянка                               | деревня |           | Старотимошкинское сельское поселение      |
| 30 | Мюд                                   | посёлок |           | Мюдовское сельское поселение              |
| 31 | Нижние Савруши                        | деревня |           | Саврушское сельское поселение             |
| 32 | Нижняя Баланда                        | деревня |           | Кривоозерское сельское поселение          |
| 33 | Нижняя Татарская Майна                | деревня |           | Старотатарско-Адамское сельское поселение |
| 34 | Новая Александровка                   | деревня |           | Кривоозерское сельское поселение          |
| 35 | Новая Баланда                         | деревня |           | Староузеевское сельское поселение         |
| 36 | Новая Киреметь                        | село    |           | Новокиреметское сельское поселение        |
| 37 | Новое Аксубаево                       | село    |           | Новоаксубаевское сельское поселение       |
| 38 | Новое Демкино                         | село    |           | Новокиреметское сельское поселение        |
| 39 | Новое Ибрайкино                       | село    | ↘1178     | Новоибрайкинское сельское поселение       |
| 40 | Новое Ильдеряково                     | село    |           | Староильдеряковское сельское поселение    |
| 41 | Новое Мокшино                         | деревня |           | Староузеевское сельское поселение         |
| 42 | Новое Тимошкино                       | деревня |           | Старотимошкинское сельское поселение      |
| 43 | Новое Узеево                          | село    |           | Беловское сельское поселение              |
| 44 | Новые Киязлы                          | деревня |           | Старокиязлинское сельское поселение       |
| 45 | Новый Татарский Адам                  | деревня |           | Старотатарско-Адамское сельское поселение |
| 46 | Новый Чувашский Адам                  | деревня |           | Емелькинское сельское поселение           |
| 47 | Октябрь                               | деревня |           | Трудолюбовское сельское поселение         |
| 48 | Пионер                                | посёлок |           | Мюдовское сельское поселение              |
| 49 | Пономаревка                           | деревня |           | Мюдовское сельское поселение              |
| 50 | Русская Киреметь                      | село    |           | Новокиреметское сельское поселение        |
| 51 | Савгачево                             | село    |           | Урмандеевское сельское поселение          |
| 52 | Савруши                               | село    | ↘86       | Саврушское сельское поселение             |
| 53 | Сергеевский                           | посёлок |           | Беловское сельское поселение              |
| 54 | Сидулово-Ерыклы                       | деревня |           | Урмандеевское сельское поселение          |
| 55 | Сосновка                              | деревня |           | Емелькинское сельское поселение           |
| 56 | Сосновка                              | посёлок |           | Урмандеевское сельское поселение          |
| 57 | Старая Киреметь                       | село    | ↘377      | Старокиреметское сельское поселение       |
| 58 | Старое Ибрайкино                      | село    | ↘1642     | Староибрайкинское сельское поселение      |
| 59 | Старое Ильдеряково                    | село    |           | Староильдеряковское сельское поселение    |
| 60 | Старое Мокшино                        | село    |           | Мюдовское сельское поселение              |
| 61 | Старое Тимошкино                      | село    |           | Старотимошкинское сельское поселение      |
| 62 | Старое Узеево                         | село    |           | Староузеевское сельское поселение         |
| 63 | Старые Киязлы                         | село    |           | Старокиязлинское сельское поселение       |
| 64 | Старые Савруши                        | село    |           | Саврушское сельское поселение             |
| 65 | Старый Татарский Адам                 | село    |           | Старотатарско-Адамское сельское поселение |
| 66 | Старый Чувашский Адам                 | деревня |           | Емелькинское сельское поселение           |
| 67 | Сунчелеево                            | село    |           | Сунчелеевское сельское поселение          |
| 68 | Тарханка                              | деревня |           | Староильдеряковское сельское поселение    |
| 69 | Татарское Сунчелеево                  | село    |           | Мюдовское сельское поселение              |
| 70 | Тахтала                               | деревня |           | Старотатарско-Адамское сельское поселение |
| 71 | Трудолюбово                           | село    |           | Трудолюбовское сельское поселение         |
| 72 | Тукай                                 | деревня |           | Трудолюбовское сельское поселение         |
| 73 | Урмандеево                            | село    |           | Урмандеевское сельское поселение          |
| 74 | Уткино                                | деревня |           | Староильдеряковское сельское поселение    |
| 75 | Федоровка                             | деревня |           | Беловское сельское поселение              |
| 76 | Федоровский                           | посёлок |           | Новоаксубаевское сельское поселение       |
| 77 | Черемушка                             | деревня |           | Емелькинское сельское поселение           |
| 78 | Чувашское Енорускино                  | село    |           | Староильдеряковское сельское поселение    |
| 79 | Щербень                               | село    | ↘319      | Щербенское сельское поселение             |

Упразднённые населённые пункты:
- 2001 год — деревня Барское Енорускино и поселок Образцовый[47]

## Экономика

### Современное состояние
Аксубаевский район находится в числе аутсайдеров муниципальных образований Татарстана. Хозяйственный комплекс Аксубаевского района сложился под влиянием ряда факторов, в числе которых особенности его географического положения и исторического освоения территории. Регион входит в состав Закамской экономической зоны и расположен в южной части Республики Татарстан. В экономическом отношении эта зона — индустриально-аграрный район, ориентированный на добычу нефти, точное машиностроение, а также производство и переработку сельскохозяйственной продукции. Показатель инвестиций в основной капитал на душу населения Аксубаевского района является одним из самых низких по Закамской экономической зоне Татарстана, в 4 раза уступая среднереспубликанскому.

### Промышленность
Полезные природные ресурсы района — лесные и земельные. На территории района добывают кирпичную глину и нефть. Шесть местных месторождений: Ерыклинское, Сунчелеевское, Демкинское, Мюдовское, Ибрайкинское, Ивинское. Их разработкой занимаются малые нефтяные компании, среди которых «Нурлатнефть» (дочка «Татнефти»), «Ритэк», «Татех», «Татнефтепром» (работает с 1999 года, разрабатывает 16 месторождений, в 2018-м получил ряд республиканских экономических премий — «Гордость и надежда национальной экономики», «Компания года»), «ТНГК-Развитие». Малая нефтяная компания «Татех» работает в районе больше 20 лет. Компания создавалась для решения экологических проблем, сопутствующих нефтедобыче. Она использовала технологию улавливания лёгких фракций нефти. «Татнефть» передала «Татеху» на освоение два месторождения — сначала Онбийское в Заинском районе, а в 1999 году — Демкинское в Аксубаевском. В 2010-м «Татнефть» выкупила у американской компании Texneft Inc. «Татех», которой они владели на паритетных началах с 1990 годов, причиной продажи называется низкий дебит скважин — 2,7 тонн в сутки.
Аксубаевское лесничество действует на территории ещё двух районов — Новошешминского и Чистопольского. Помимо него лесной промышленностью занимается «Аксубаевский лесхоз».
Работу сельского хозяйства и переработку с/х-сырья обеспечивают «ПМК-Мелиорация», крупное перерабатывающее предприятие «Аксубаевский маслодельный завод» (владелец до 2016 года — «Вамин»). В строительной области работают «Аксустрой», УРСЖ, налажено производство строительных материалов — керамзитобетона, арбалитовых блоков, брусчатки. Район ежегодно сдает в эксплуатацию 11 тыс. м² квадратных метров жилья.

### Сельское хозяйство
По данным на 2015 год, сельскохозяйственные угодья занимают 91,9 тысяч га, в их числе пашня — 84,5 тысячи га, кислые почвы занимают от 60 до 80 % пашенных земель, почва мало обеспечены калием. Возделываются озимая рожь, яровая пшеница, овес, горох, ячмень, сахарная свекла, подсолнечник, рапс, кукуруза, картофель, люпин и соя. Из 5400 тысяч тонн зерна, собранного в республике в 2020 году, 122,9 тонн приходится на Аксубаевский район, средняя урожайность предыдущего года — 32,4 ц/га. Развито мясо-молочное скотоводство и свиноводство. Так, в 2010-м в районе был построен молочный комплекс на 1600 голов.
На 2015 год в районе действовало 51 сельскохозяйственное предприятие. Среди наиболее крупных с/х-предприятий «Аксу Агро», «Агрофирма Аксубаевская», «Актай», «Колос», «Сэт Иле-Аксу» «Аксу Агро», «Сульча» и ещё 45 крестьянско-фермерских хозяйств, из которых около 30 — семейные фермы.
Агрофирма «Актай» среди прочего занимается разведению рысистых лошадей. В 2016 году лошади хозяйства установили два всероссийских рекорда и неоднократно попадали в список лучших лошадей России. В селе Старое Мокшино расположен «Грибной цех КФХ Самаренкин А. К.» по разведению вешенок, площадью около 1,5 тыс. м² и производительностью до 6 тонн. Помимо грибов хозяйство производит субстраты мицелия, работает цех по сушке лука.

### Инвестиционный потенциал
Согласно отчёту Федеральной службы госстатистики по Республике Татарстан, в 2019-м Аксубаевский район привлёк 742,3 млн рублей инвестиций (помимо бюджетных средств и малого бизнеса), годом ранее эта сумма составила 439,8 млн. По данным Комитета Республики Татарстан по социально экономическому мониторингу, инвестиции региона в основной капитал района по полному кругу хозяйствующих субъектов в первом полугодие 2020-го составили 1,2 млрд рублей, или 0,5 % от общего объёма инвестиций в республике.
В районе действует промышленная площадка «Гарант», построенный в 2016 году на частные деньги. Парк рассчитан на 45 мест, сейчас на площадке три резидента, которые готовят хлеб и мучные кондитерские изделия, изготавливают профнастил для заборов, крыш, облицовки домов.

### Транспорт
По территории района проходят автомобильные дороги 16К-0098 «Чистополь — Аксубаево — Нурлат» и 16К-0131 «Нурлат — Кузайкино (Р239)».

## Экология
Район находится в южной части лесостепной зоны, для которой характерны липово-дубовые и липовые леса с примесью вяза и клёна. Более крупные лесные массивы сохранились в северной и северо-восточной части района в бассейне реки Малая Сульча. На местах вырубок образовались вторичные осиновые и березовые леса с участием широколиственных пород. На крайнем востоке имеется участок широколиственно-соснового леса. Общая лесистость территории района составляет 20,3-21 % площади района. К заповедной территории относятся Кереметьевский лес и часть Билярского охотничьего заказника, организованного в 1967 году для усиления охраны охотничье-промысловой фауны: лося, кабана, косули, глухаря, рябчика, тетерева. Животный мир представлен обитателями лесной и степной зоны. Так, в лесах обитают лисица, лось, кабан, заяц-беляк, заяц-русак, белка, суслик, рысь, куница и другие; около водоемов — бобр, ондатра, норка; в водоемах различные виды рыб. В районе гнездятся или бывают на пролёте более 100 видов птиц, в том числе глухарь, тетерев, куропатка, цапля, серый журавль, подорлик и другие птицы. На территории района живут маралы, завезенные из Алтайского края.
На территории Аксубаевского района расположены три памятника природы 1978 года: pеки Большая Сульча, Малый Черемшан и Малая Сульча.
- Малый Черемшан (длина 188,1 км, исток — в Новошешминском районе, устье — в Ульяновской области) протекает по волнистой равнине (господствующие высоты 120—180 м), слаборасчлененной долинами притоков, балками и оврагами, с выходами на поверхность пермских пород казанского и татарского ярусов, смешанными естественными лесами в нижней части бассейна, сельскохозяйственными землями и пойменными лугами.
- Большая Сульча (длина 117,2 км, исток — у села Амирово Черемшанского района, устье — у села Салдакаево Нурлатского района) имеет хозяйственное значение, используется предприятиями сельского хозяйства.
- Малая Сульча (длина 66,2 км, исток — у деревни Сульче-Баш, устье — у села Караса) проходит по территории, слаборасчлененной сетью оврагов и балок, покрытой лесной растительностью[17].

В районе находятся обустроенные родники в сёлах Новое Ибрайкино, Старое Мокшино, деревнях Беловка, Новая Баланда и Черемушка.
В 2011-м из-за разрыва нефтепровода компании «Ритэк» было выведено из оборота 1,2 га пашен, компанию суммарно оштрафовали на 110 тыс. рублей. В мае 2018-го жители района жаловались на нефтяное загрязнение речки Тарса, которое могло случиться из-за прорыва плотины во время весеннего спуска воды. Росприроднадзор официально отрицает факт аварии. В 2019-м маслодельный завод «Вамин-Татарстан» слил отходы в реку Малая Сульча, нарушение выявляли неоднократно и предписали устранить.

## Социальная сфера
В сфере образования в районе работают 15 дошкольных учреждений, 11 начальных, 7 неполных средних, 14 средних общеобразовательных школ (в том числе три гимназии), лицей, техникум универсальных технологий. Учреждения дополнительного образования представлены центром внешкольной работы, детской школой искусств, детско-юношеской спортивной школой. В районе также помогают детям Федоровский дом-интернат, Аксубаевский дом милосердия и социальный приют для детей и подростков «Мечта».
В системе здравоохранения района действуют центральная районная больница и поликлиника, Староибрайкинская участковая больница, три врачебных амбулатории и 53 фельдшерско-акушерских пункта. Спортивная инфраструктура включает 77 спортивных сооружений, в том числе универсальный спорткомплекс «Юность» и бассейн «Дельфин», ипподром, шахматный клуб и картинг-клуб.
В сфере культуры работают районный ДК, 28 сельских домов культуры и 25 клубных учреждений, центральная, детская и 38 массовых библиотек. В районе три музея: краеведческий в Аксубаево (открыт в 1987 году, более 2500 единиц хранения, среди которых предметы этнографии, быта, орудия труда, документы, книги, фотографии и живопись), Дом-музей Хасана Туфана в селе Старая Киреметь (открыт в 1990 году, более 2300 единиц хранения, включает архивные документы, фотографии, в одной из комнат воссоздан интерьер крестьянского дома начала XX века) и Музей имени Газиза Кашапова в селе Новое Узеево (открыт в 1992 году, 775 единиц хранения — рукописи, фотографии и произведения писателя, а также многочисленные предметы быта).
Многонациональный район представлен народными театрами и фольклорными коллективами. В районе издаётся местная газета «Сельская новь» («Авыл таңнары», «Ял пурнасе») на русском, татарском и чувашском языках.
Религиозные организации представлены 28 рабочими мечетями и шестью церквями, часть из них носят статус памятников архитектуры:
- мечеть имени Амирзяна в деревне Караса
- три мечети в селе Новое Ибрайкино (в их числе памятник архитектуры — Соборная мечеть, построенная в 1909 году)
- две мечети в селе Новое Узеево (в том числе Вторая соборная мечеть 1911 года постройки)
- четыре мечети в селе Старое Ибрайкино
- три мечети в селе Старые Киязлы (бывшая тут Третья соборная мечеть 1905 года постройки утрачена вместе со зданием медресе и двумя мектебе)
- мечеть «Мурадулла» в селе Татарское Сунчелеево
- церковь Апостола Андрея Первозванного в селе Емелькино
- Казанско-Богородицкая церковь в селе Русская Киреметь, построена в 1887 году по проекту казанского архитектора А. Е. Остовского на средства помещицы Н. А. Жуковой
- Троицкая церковь в селе Старое Мокшино
- церковь Иоанна Крестителя в селе Старое Узеево
- Вознесенская церковь в селе Сунчелеево, построена на фундаменте старой церкви 1796 года
- мечеть и церковь в честь преподобного Феодосия Тотемского в Аксубаево
- На месте последней в 1749 году был Аксубаевский приход с пристроенной Троицкой церковью, в 1800 году было возведено новое здание с приделом во имя преподобного Феодосия Тотемского, через 55 лет церковь сгорела, на её месте временно поставили часовню, а в 1864 году возвели новую деревянную церковь с колокольней. В 1891 году здание пострадало во время очередного сильного пожара, уничтожившего центр села, в 1898-м на пожертвования помещиков М. Новосельцева, В. Марковникова, И. Жуковой и простых жителей был заложен каменный пятиглавый собор, возведён и освящён в 1914-м. Уже 1930-е годы в рамках советской борьбы с религиозностью собор разобрали, а из кирпича построили дом культуры, чувашское педагогическое училище, неполную среднюю школу, магазин, коммунальную баню. Поклонный крест Вознесенской церкви находится у села Новое Ильдеряково.

### Достопримечательности
На территории района выявлено порядка 200 археологических памятников, относящихся к бронзовой эпохе, именьковской культуре (Татарское сунчелеевское городище, «Кыз тау», или «Девичья гора»), периоду Волжской Булгарии, Золотой Орды и Казанского ханства. Курганы и курганные группы находятся у Аксубаево, у посёлка Васильевка, у деревень Саргачево, Старое Узеево, Тахтала, Черёмушка и других. Памятники срубной архитектуры представлены Новоузеевским могильником, Старотимошкинским курганом, Нижнебаландинским и Беловским селищами.
К районным объектам культурного наследия относятся следующие объекты: комплекс зданий технического ремесленного училища (где мальчики обучались кузнечному, слесарному и токарному делу, здесь с 1936 по 1941 год жил и работал чувашский писатель и педагог Ефрем Васильевич Еллиев) и двухэтажное здание земельного банка в Аксубаеве (открыто в 1913 году, памятник архитектуры республиканского значения), здания имения князя Хованского (постройка XIX века) в селе Русская Киреметь, Казанско-Богородицкая церковь в селе Дмитриевка, памятник поэту Полорусову-Шелеби в деревне Беловка и другие.

## Известные уроженцы
В районе родились и выросли следующие люди:
- писатели и поэты: Назип Думави, Николай Полоруссов-Шелеби, Хасан Туфан, Ефрем Еллиев, Михаил Егоров (Сениэль), Роза Туфитуллова[тат.],
- профессора и учёные: Раис Беляев, Салям Алишев, Сергей Абруков, конструктор космических ракет Василий Пискарёв, конструктор баллистических ракет подводного базирования Юрий Крайнов, учёный-этнограф Александр Трофимов,
- Герой Советского Союза Григорий Романов, Герои Социалистического Труда Михаил Михеев, Леонтий Петров, Шариф Хафизов, генерал Саид-Гарей Гайфутдинов,
- государственные деятели: Г. Д. Данилов, Д. Н. Садиков, М. Ф. Спиридонов, К. Г. Яковлев и другие.